# Хуанхе
Хуанхе (спрощ.: 黄河; кит. трад.: 黃河; піньїнь: Huáng Hé, монг. Хатан гол) (в перекладі з китайської — Жовта річка) — друга за довжиною річка Азії та Китаю (після Янцзи), та шоста за довжиною річка світу, довжина становить близько 5 464 км.
Починається в Бохайських горах в провінції Цінхай, на заході Китаю, у східній частині Тибетського нагір'я на висоті понад 4 000 м, протікає через озера Орін-Нур і Джарін-Нур, відроги гірських масивів Куньлунь і Наньшань. У середній течії перетинає Лесове плато (лес — пильна гірська порода жовтого кольору — обумовлює жовтий колір Хуанхе). При перетині Ордоса і Лесового плато у своєму середній течії утворює великий закрут, далі через ущелини Шаньсійських гір виходить на Велику Китайську рівнину, через яку тече близько 700 км до впадіння в Бохайській затоці Жовтого моря, формуючи в районі впадання дельту. За різними даними довжина річки становить від 4 670 км до 5 464 км, а площа її басейну — від 745 тис. км² до 771 тис. км².
Середня витрата води в річці становить приблизно 2 000 м³ за секунду. Річка має мусонний режим при літніх повенях з підйомом рівня води до 5 м на рівнинах і до 20 м в горах.
Розмиваючи Лесове плато і Шаньсійські гори Хуанхе щорічно виносить 1,3 млрд тон намулу, займаючи за цим показником перше місце серед річок світу. Інтенсивне відкладення наносів у нижній течії підвищує русло, яке розташоване на висотах від 3 до 10 м вище прилеглих рівнин. З метою захисту від повеней Хуанхе та її притоки огороджені масштабною системою дамб, сумарна довжина яких становить близько 5 тис. км. Прориви дамб призводили до величезних повеней і переміщень русла. Це призводило до загибелі великої кількості людей і дало річці прізвисько «Горе Китаю». Максимальне зафіксоване переміщення русла Хуанхе склало близько 800 км.

## Географія
Витік Хуанхе розташований поблизу східного краю Юйшу-Тибетської автономної префектури. Джерело — два озера Гуарін і Нгорін на західній околиці Голо-Тибетської автономної префектури, розташовані високо в горах Баян-Хара-Ула в провінції Цінхай на крайньому заході Китаю. Уздовж кордону з провінцією Ганьсу, Хуанхе петляє на північний захід і північний схід, повертає на південь, до Ордосу, а потім потік йде на схід через північний Китай. Басейн служить джерелом питної води та води для зрошування для близько 140 мільйонів осіб.
Річку зазвичай ділять на три частини. Це північний схід Тибетського нагір'я, петля Ордос і Велика Китайська рівнина.

### Верхів'я

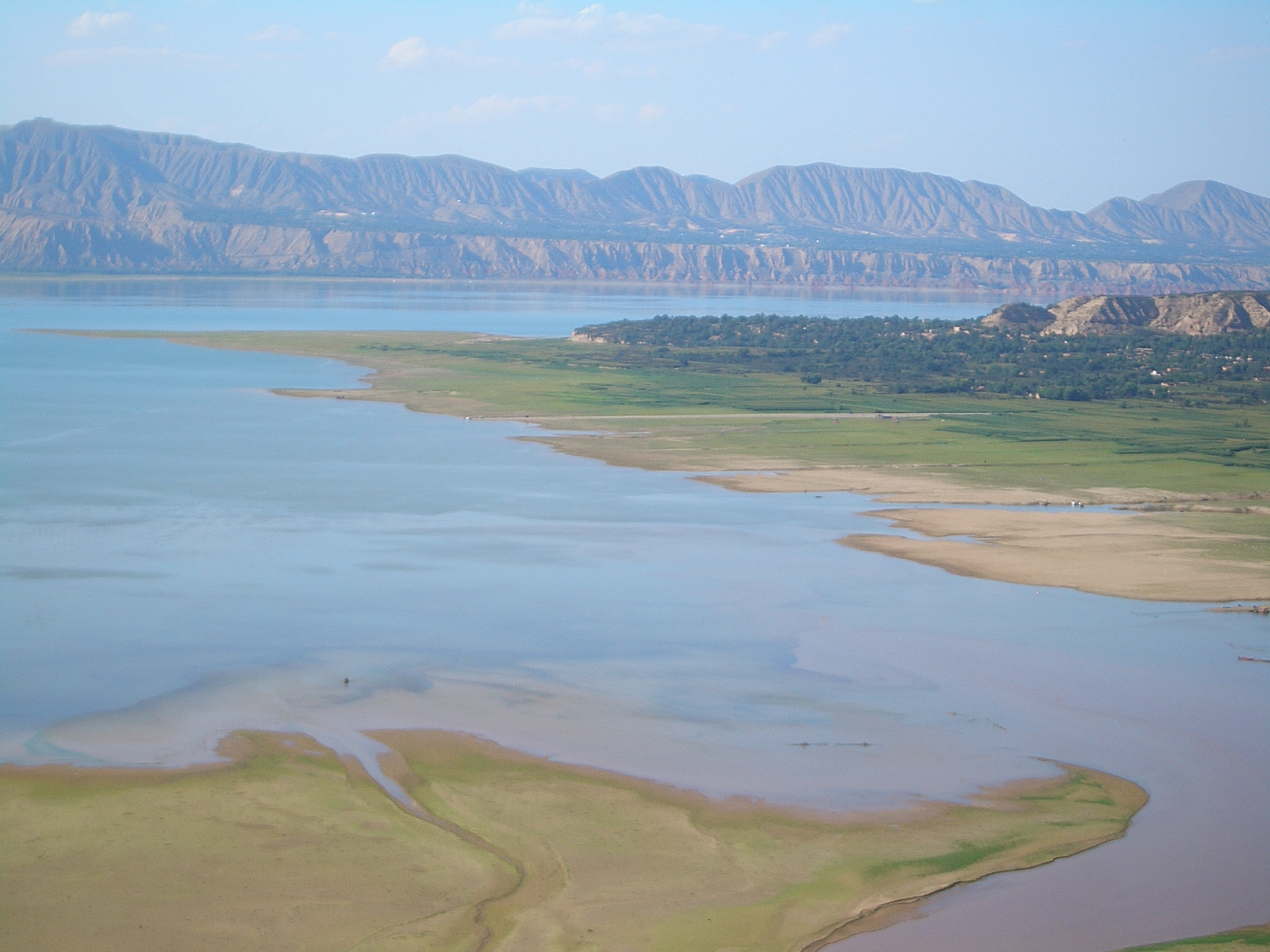
Впадіння річки Дайся (знизу справа) в водосховище Люцзяся на Хуанхе

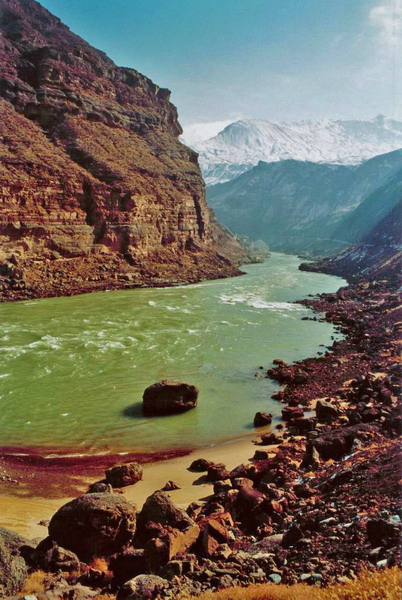
Хуанхе, поблизу Сюньхуа, на сході провінції Цінхай

Верхня течія річки Хуанхе починається від витоку в горах Баян-Хара-Ула і закінчується в Тогто, повіті Внутрішньої Монголії, безпосередньо перед різким поворотом на північ. Ця частина має загальну довжину 3 472 км і загальну площу басейну 386 000 км², що становить 51,4 % від загальної площі басейну Хуанхе.
Верхня течія між горами Баян-Хара-Ула та горами Аньє-Мачен в основному проходить через пасовища, болота та пагорби. Для верхів'я характерні кришталево чисті озера. Двома основними озерами на цій ділянці річки є озера Джалінґ (англ. Zhaling, кит.: 扎陵湖) та озеро Елінґ (англ. Eling, кит.: 鄂陵湖), з ємністю в 4,7 млрд і 10,8 млн м³ відповідно. Розташовані на висотах понад 4 290 метрів над рівнем моря вони є двома найбільшими прісноводними озерами в Китаї. Тут є Національний природний заповідник «Джерела трьох річок» (англ. Three Rivers Nature Reserve, кит.: 三江源国家级自然保护区, тиб. གཙང་གསུམ་འབུང་ཁུངས་རང་བྱུང་སྲུང་སྐྱོབ་ཁུལ།), створений щоб захистити джерела річок Хуанхе, Янцзи і Меконгу.
Долина простягається від ущелини Лонян в провінції Цінхай до ущелини Цінтон в провінції Ганьсу. Обабіч річки розташовані круті скелі. Водяна поверхня вузька, так що потік у верхів'ї дуже бурхливий і швидкий. Тут розташовано 20 ущелин, найвідомішими з них є Лонян, Бапан, і Цінтон. Стрімка течія у верхів'ї робить його найкращим місцем для гідроелектростанцій.
Після ущелини Цінтон, річка вступає у величезні рівнини Їньчуань і Хетай. У цьому регіоні зустрічаються в основному пустелі і луки, з багатьма притоками. Течія повільна. Це історично найважливіша зрошувана рівнина вздовж Хуанхе.

### Середня течія
Частина Хуанхе між повітом Тогто (Внутрішня Монголія) і Чженчжоу (провінція Хенань) становить середню течію річки. Її довжина нараховує 1 206 км, а площа басейну — 344 000 км², що становить 45,7 % від загального обсягу. Вздовж середньої течії у Хуанхе впадають 30 великих приток, і потік води на даному етапі збільшується на 43,5 %.
У середній течії річка Хуанхе проходить через Лесове плато, де відбувається суттєва ерозія. Високий показник річного рівня мулу, що скидається в річку Хуанхе, становив у 1933 році 3 910 млн тон. Найвищий рівень концентрації мулу був зафіксований у 1977 році і становив 920 кг/м³.
Річка в середній течії проходить через довгий ряд безперервних долин. Великі гідродинамічні ресурси, що закладені тут, роблять цей район другим найбільш придатним районом для створення гідроелектростанцій. Тут також розташований знаменитий водоспад Хукоу (англ. Hukou Waterfall, кит.: 壶口瀑布).

### Пониззя
Нижня течія, що тягнеться від Чженчжоу до Жовтого моря, становить 786 км. Тут, перш ніж впасти в море, вона тече на північний схід через Велику Китайську рівнину. Площа басейну на даній ділянці становить 23 000 км², що становить 3 % від загальної площі. Це число не таке велике через малу кількість приток; майже всі річки на південь від Хуанхе впадають в Хуайхе, а на північ — в Хайхе. Загальне зниження висоти у нижній течії становить 93,6 метрів, з середнім нахилом 0,012 %.
Мул, що зноситься сюди із середньої течії, тут осідає, підіймаючи русло річки. Під час будівництва дамби в 2000-х роках надмірне осідання намулу підняло русло річки на кілька метрів над навколишніми землями. В Кайфені (англ. Kaifeng, кит.: 開封) русло Хуанхе здіймається на 10 метрів над рівнем навколишніх земель.
Впадає в Бохайську затоку Жовтого моря.

### Провінції та міста
Починаючись в горах Баян Хар, Жовта річка проходить через сім провінцій і дві автономні області, а саме, Цінхай, Ганьсу, Нінся, Внутрішня Монголія, Шеньсі, Шаньсі, Хенань і Шаньдун. Гирло річки Хуанхе знаходиться біля Дуньїна, в провінції Шаньдун.
Назви провінції Хебей і Хенань походять віз назви Хуанхе. Ці назви означають відповідно «на північ від (жовтої) річки» та «на південь від (жовтої) річки».
Деякі великі міста, розташовані вздовж річки Хуанхе, починаючи від джерела: Ланьчжоу, Їньчуань, Ухай, Баотоу, Лоян, Чженчжоу, Кайфен, і Цзінань.

### Переправи

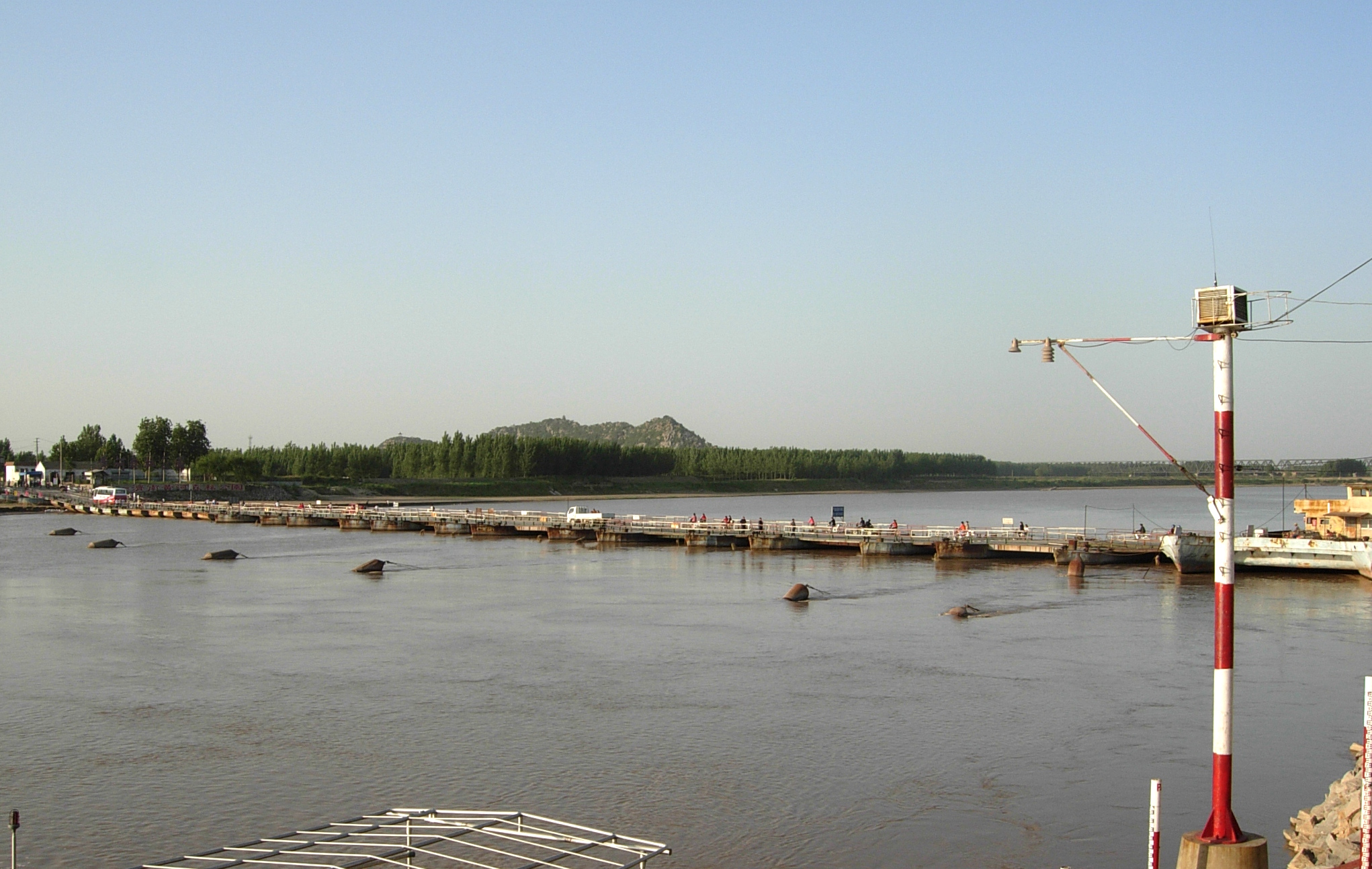
Понтонний міст у Лукоу 洛口浮桥 (洛口浮橋, Luòkŏu Fúqiáo)) через Хуанхе, провінція Хенань

Головні мости та переправи за провінціями вгору за течією
Провінція Шаньдун:
- міст у Шенґлі (англ. Shengli Yellow River Bridge)
- шосейний міст у Біньжоу (англ. Binzhou Yellow River Highway Bridge)
- шосейний міст у Сункоу (англ. Sunkou Yellow River Highway Bridge)
- Чжоншаньський міст (англ. Zhongshan Bridge)
- Хінаньський міст (англ. Jinan Yellow River Bridge[en])

Провінція Хенань:
- Кайфенський міст (англ. Kaifeng Yellow River Bridge)
- міст у Чженчжоу (англ. Zhengzhou Yellow River Bridge)

Провінції Шаньсі та Хенань:
- Сянменьський міст (англ. Sanmen Yellow River Bridge)

Провінції Шеньсі та Хенань:
- міст Ханьченґ-Юменкоу (англ. Hancheng Yumenkou Yellow River Bridge)

Нінся-Хуейський автономний район:
- Їньчуанський міст (англ. Yinchuan Yellow River Bridge)

Провінція Внутрішня Монголія:
- міст у Баотоу (англ. Baotou Yellow River Bridge)

Провінція Ганьсу:
- міст у Ланчжоу (англ. Lanzhou Yellow River Bridge)
- міст Ланчжоу-Чонґшен (англ. Lanzhou Zhongshan Bridge)

Провінція Цінхай:
- міст у Дарі (англ. Dari Yellow River Bridge)
- переправа Цалінґу (англ. Zalinghu crossing)

## Історія змін річки
Річка надзвичайно схильна до повеней. Вона широко розливалася 1593 рази за останні 3000-4000 років, в той час як русло її змінювалося 12 разів (принаймні, 5 масштабних змін), з 602 р. до н. е. по теперішній час. Інше джерело свідчить про більше ніж 1500 повеней і 26 змін русла (9 масштабних) за останні 3000 років. Ці зміни течії виникають через велику кількість лесових відкладень, що переносяться річкою і постійно осідають на дні каналу річки. Ця седиментація спричиняє утворення природних гребель, що повільно наростають. Врешті-решт, величезна кількість води змушена знаходити нові шляхи до моря, викликаючи повені в новій долині. Повені були непередбачуваними, що спричиняло труднощі для фермерів.

### Стародавні часи
Історичні карти часів династії Цінь (221–206 рр. до н. е.) свідчать, що Жовта річка в цей час протікала значно північніше свого нинішнього курсу. Ці карти показують, що, перетнувши Лоян, вона текла вздовж кордону між Шаньсі і Хенань, потім уздовж кордону між провінціями Хебей і Шаньдун, перш ніж впасти в затоку Бохай поблизу сучасного Тяньцзіня.
Так, річка змінила своє русло у 602 р. до н. е.. Великі повені в 11 р., як кажуть, причинили падіння династії Сінь. (9–23 рр. н. е.), коли річка ще раз змінила своє русло з півночі, поблизу Тяньцзіня, на південь до півострова Шаньдун.

### Середні віки
Істотна зміна русла у 1194 році призвела до того, що Хуанхе зайняла русло Хуайхе на найближчі 700 років. Бруд річки Хуанхе заблокував гирло річки Хуайхе, спричинивши повінь, що залишила тисячі людей без даху над головою. Жовта річка зайняла своє нинішнє русло в 1897 році, до того ще раз змінивши русло в 1855 році. В даний час, Хуанхе протікає через Цзинань, столицю провінції Шаньдун, і закінчується в Бохайському морі, проте східні обриси річки коливалися з півночі на південь від півострова Шаньдун багато разів.
Русло річки змінювалося туди і назад між руслом Хуайхе і початковим маршрутом річки Хуанхе кілька разів за останні 700 років. Подальше накопичення мулових відкладень було настільки великим, що Хуайхе була не в змозі протікати в своєму історичному руслі після того, як Жовта річка повернулася до свого північного русла востаннє в 1897 році. Натомість, її води потекли до озера Хунцзеху, а потім на південь до річки Янцзи.
Деякі з повеней річки належать до числа найстрашніших стихійних лих за всю історію. Площинність Великої Китайської рівнини сприяє смертельності повеней. Невелике підвищення рівня води означає цілковите затоплення великих земельних площ. Коли трапляється повінь, частина населення спочатку помирає від утоплення, потім від поширення хвороб і подальшого голоду.
1887 року повінь на Хуанхе на Північно-Китайській рівнині за різними оцінками, забрала життя від 900 000 до 2 000 000 осіб.

### Наш час
В 1931 році під час повені на Хуанхе загинуло, за різними оцінками, від 1 000 000 до 4 000 000 жителів Північно-Китайської рівнини.
9 червня 1938, під час Другої японсько-китайської війни, національні війська під проводом Чана Кайші зламали дамби, що стримували річку неподалік від села Хуайюанку в провінції Хенань, спричинивши те, що назвали «війною спричиненою стихійним лихом». Метою операції було зупинити просування японських військ, сповідуючи стратегію «з використанням води як заміни для солдатів» (yishui daibing). Затоплення охопило території площею 54000 км² і забрало 500 000—900 000 життів місцевих, в той час як кількість вбитих японських солдатів невідома. Повінь завадила японській армії від взяття міста Чженчжоу, але не завадило їм досягти своєї мети із захоплення Ухань, міста, яке в той час було тимчасовою столицею Китаю.
Інша історична причина руйнівних повеней — замерзання верхів'їв річки у Внутрішній Монголії з утворенням крижаних дамб, що супроводжуються раптовим звільненням величезної кількості затриманої води. У минулому столітті було 11 таких великих повеней, кожна з яких спричинила величезні втрати людських життів і майна. В даний час, крижані греблі руйнують бомбардуючи їх з літаків, перш ніж вони стають небезпечними.

## Народногосподарське використання
Води Хуанхе активно використовуються для зрошення сільськогосподарських угідь. На річці споруджено ряд ГЕС. За допомогою Великого каналу з'єднана з річками Хуайхе і Янцзи.
Хуанхе судноплавна на окремих ділянках, головним чином на Великій Китайській рівнині. Долина Хуанхе густо заселена. Серед міст, розташованих на її берегах, найбільшими є Ланьчжоу, Їньчуань, Баотоу, Лоян, Чженчжоу, Кайфен, Цзинань.

### Електростанції
- ГЕС «Саньменься» (кит.: 三门峡水利枢纽) (1960)
- ГЕС «Саньшенгун» (англ. Sanshenggong, кит.: 三盛公水利枢纽) (1966)
- ГЕС «Ущелина Цінтун» (англ. Qingtong Gorge, кит.: 青铜峡水利枢纽) (1968)

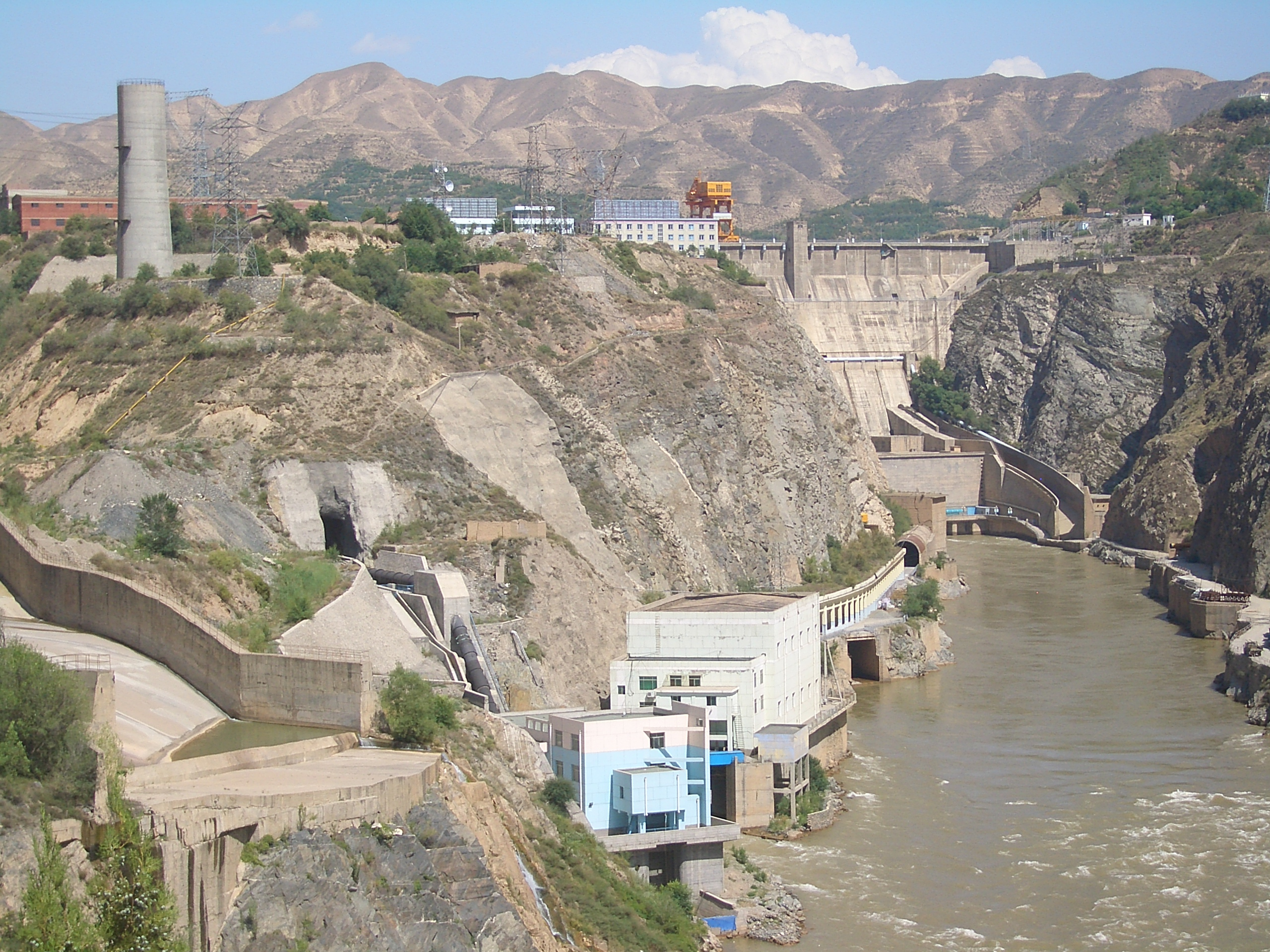
ГЕС Люцзяся, повіт Юнцзін Лінься-Хуейської автономної префектури

- ГЕС «Люцзяся» (ущелина Люцзя) (кит.: 刘家峡水电站) (1974)
- ГЕС «Ліцзяся» (1997)
- ГЕС «Яньгося» (ущелина Яньго) (англ. Yanguoxia Dam, кит.: 盐锅峡水利枢纽) (1975)
- ГЕС «Тяньцяо» (англ. Tianqiao, кит.: 天桥水利枢纽) (1977)
- ГЕС «Бапанся» (ущелина Бапан) (кит.: 八盘峡水利枢纽) (1980)
- ГЕС «Лун'янся» (кит.: 羊峡水库) (1992)
- ГЕС «Ущелина Да» (англ. Da Gorge, кит.: 大峡水利枢纽) (1998)
- ГЕС «Ущелина Лі» (англ. Li Gorge, кит.: 李家峡水电站) (1999)
- ГЕС «Ваньцзячжай» (кит.: 万家寨水利枢纽) (1999)
- ГЕС «Сяоланді» (кит.: 小浪底水利枢纽) (2001)
- ГЕС «Ласіва» (кит.: 李家峡水库) (2010)
- ГЕС Ліцзяся
- ГЕС Ніна
- ГЕС «Чжиганлака»
- ГЕС «Кан'ян»

## Хуанхе в культурі

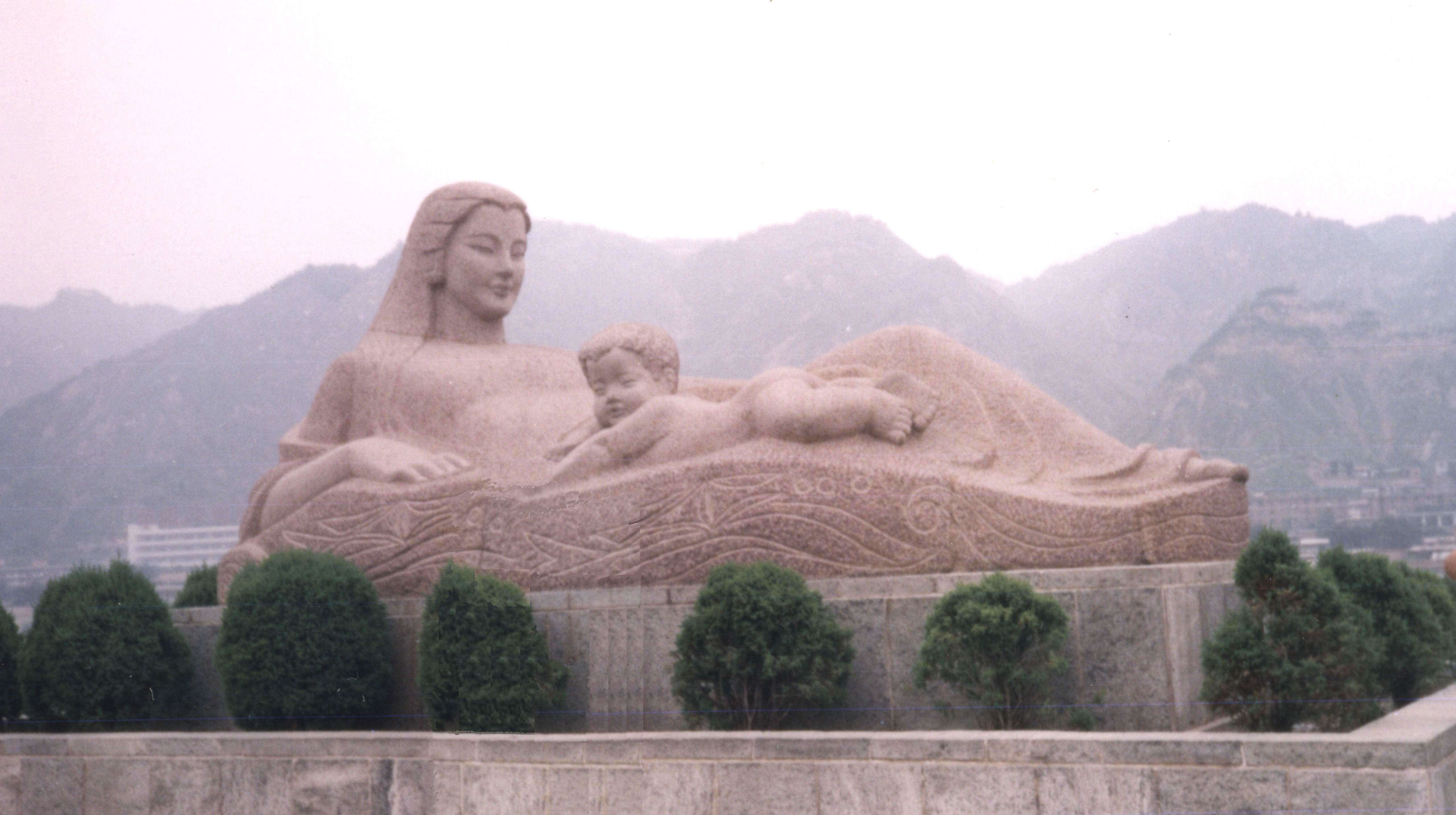
Монумент «Річка-Мати» в Ланьчжоу

Традиційно вважається, що китайська цивілізація виникла в басейні річки Хуанхе. Китайці називають річки «Річкою-Матір'ю» та «колискою китайської цивілізації». Впродовж довгої історії Китаю, Хуанхе вважали як благословенням Китаю, так і прокляттям, і називали як «Гордістю Китаю» (спрощ.: 中国的骄傲; кит. трад.: 中國的驕傲; піньїнь: Zhōngguó de Jiāo'ào), так і «Горем Китаю» (спрощ.: 中国的痛; кит. трад.: 中國的痛; піньїнь: Zhōngguó de Tòng).
У ранній китайській літературі Хуанхе згадують під назвою Хе (кит.: 河). Це слово у сучасній мові стало означати просто «річка». Вперше назва «Жовта річка» (кит.: 黃河) згадується в хроніці Ханьшу (спрощ.: 汉书; кит. трад.: 漢書; піньїнь: Hàn Shū), написаній за династії Хань (кит.: 汉朝, трад. китайська: 漢) (206 р до н. е. — 9 р н. е.). Назва «Жовта річка» описує звичайний жовтий колір каламутної води в нижній течії річки, спричинений розмитим водою лесом.
Іноді Хуанхе поетично називають «Каламутний потік» (спрощ.: 浊流; кит. трад.: 濁流; піньїнь: Zhuó Liú).
Китайська ідіома «коли Жовта річка стане чистою» використовується для позначення подій, які ніколи не відбудуться, так само як вираз «коли свині полетять».
В провінції Цінхай також використовується тибетська назва річки «рМа чу» (тиб. རྨ་ཆུ), що означає «річка павича».

## Найбільші притоки
Найбільші притоки річки Хуанхе:
- Біла річка (англ. White River, кит.: 白河)
- Чорна річка (англ. Black River, кит.: 黑河)
- Зоряна річка (англ. Star River, кит.: 湟水)
- Дася (англ. Daxia River[en], кит.: 大夏河)
- Тао (англ. Tao River[en], кит.: 洮河)
- Цзулі (англ. Zuli River, кит.: 祖厉河/祖厲河)
- Ціншуйхе (англ. Qingshuihe River[en], кит.: 清水河)
- Дахей (англ. Dahei River, кит.: 大黑河)
- Куйхе (англ. Kuye River, кит.: 窟野河)
- Удін (англ. Wuding River[en], кит.: 无定河/無定河)
- Фень (англ. Fen River[en], кит.: 汾河)
- Вей (англ. Wei River[en], кит.: 渭河)
- Ло (англ. Luo River[en], кит.: 洛河)
- Цінь (англ. Qin River, кит.: 沁河)
- Давень (англ. Dawen River, кит.: 大汶河)
- Ко (англ. Kuo River)

З них найбільшою є річка Вей (Вейхе).

## Забруднення
25 листопада 2008 року було опубліковано рапорт про Хуанхе, в якому стверджувалося, що серйозне забруднення зробило одну третину річки непридатною навіть для сільськогосподарського або промислового використання. Таке забруднення виникло через скидання у річку відходів заводів та фабрик, а також збільшення об'ємів стічних вод від швидко зростаючих міст.
Дослідженням було охоплено понад 8384 миль самої річки та її приток.
Охоронною комісією річки Хуанхе у 2007 році було досліджено понад 8384 миль річки та її приток, внаслідок чого встановлено, що у 33,8 % стан річки виявився гіршим, ніж рівень п'ять. Згідно з критеріями з навколишнього середовища, що використовуються ООН, вода п'ятого рівня є непридатною для пиття, промислового використання і навіть сільського господарства.
У доповіді йдеться про те, що об'єм відходів і стічних вод, що скидаються у систему річки склав 4.29 млрд. тонн. Промисловість і виробництво скинуло в річку 70 % усіх забруднюючих речовин, домашні господарства — 23 % і трохи більше 6 % інші джерела.